# 格內亞薩鄉 (奧爾特縣)
44°41′N 24°27′E / 44.683°N 24.450°E
格內亞薩鄉（羅馬尼亞語：Comuna Găneasa, Olt），是羅馬尼亞的鄉份，位於該國南部，由奧爾特縣負責管轄，面積58平方公里，海拔高度125米，2007年人口4,149，人口密度每平方公里72人。